# Radiotelevisión de las Fuerzas Canadienses
La Radiotelevisión de las Fuerzas Canadienses (en inglés: Canadian Forces Radio and Television (CFRT), en francés: Radiotélévision des Forces canadiennes (RTFC)) era un sistema de televisión y radio transmitido por satélite a aquellos miembros de las Fuerzas Armadas Canadienses que servían en el extranjero. La red no estaba disponible en Canadá.
La red consistía en dos canales separados, uno para cada uno de los idiomas oficiales de Canadá, inglés y francés. Su programación consistía en programas de CBC/Radio Canada y algunas compañías mediáticas privadas como CTV.
Las transmisiones fueron iniciadas en 1951. Debido a la demanda popular, el servicio se extendió en 2002 a los barcos de la marina canadiense.
Debido a una reducción del personal militar canadiense sirviendo en el extranjero, recortes presupuestarios del gobierno canadiense, y avances en transmisiones de radio y televisión, CFRT dejó de operar el 1° de abril de 2014.